# 폴 스미스 (패션 디자이너)

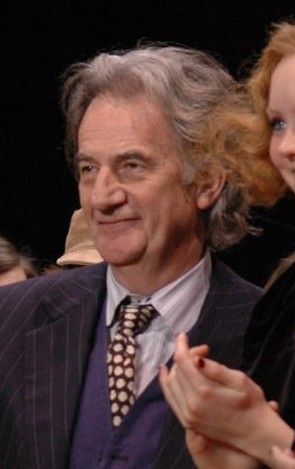
폴 스미스 (2007년)

폴 스미스 경(영어: Sir Paul Smith, CBE, 1946년 7월 5일 ~ )은 영국의 패션 디자이너이다. 색동무늬를 모티브로 한 다색 스트라이프 디자인으로 잘 알려져 있다.

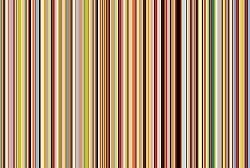
폴 스미스의 스프라이트 패턴

## 서훈
- 1994년 대영 제국 훈장 3등급(CBE) 수훈[2]
- 2000년 기사작위(Knight Bachelor) 서임[1]